# La mia famiglia a soqquadro
La mia famiglia a soqquadro è un film del 2017, diretto da Max Nardari.
È l'ultimo film interpretato da Eleonora Giorgi.

## Trama
Martino è un bambino di 11 anni che, arrivato alle scuole medie, incontra nuovi amici e si trova ad affrontare una realtà completamente diversa dalla sua: ha i genitori che si amano come il primo giorno, e non sono separati. È l'unico della classe ad avere ancora i genitori uniti. Pian piano inizia ad invidiare ai compagni i viaggi, le vacanze e i regali ricevuti dai genitori e dai loro rispettivi nuovi partner che fanno a gara per accaparrarsi l'affetto dei figli. Da qui scatta in lui l'idea di far separare i genitori per diventare un bambino come tutti gli altri e godere anche lui degli stessi benefici dei suoi compagni di scuola. La situazione però gli sfugge presto di mano.

## Produzione
Il film è stato prodotto da Reset Production e distribuito da Europictures il 30 marzo 2017.